# Felina
Felina je poslední díl amerického seriálu Perníkový táta. Je to šestnáctý díl páté série a šedesátý druhý díl celého seriálu. Tento díl režíroval a napsal k němu scénář zakladatel seriálu Vince Gilligan.

## Děj
Chvíli po tom, co opustil bar, opouští Walter White (nyní známý pod přezdívkou Pan Lambert) New Hampshire v ukradeném autě. Při návratu do Albuquerque sleduje Gretchen a Elliota Shwartzovi k jejich novému domu v Santa Fe. Přikáže jim, aby dali jeho zbývajících 9,72 milionů dolarů Waltovi Jr., který je zdědí po jeho osmnáctých narozeninách. Poté dodá, že je to jejich šance napravit situaci (orig. "make things right"). Pod hrozbou objevivších odstřelovačů, čekajících venku, Schwartzovi souhlasí. Po tom, co Walter odejde, zaplatí Badgerovi a Skinny Petemu za míření červeným laserovým ukazovátkem, kterým napodobili odstřelovače. Také od nich zjistí, že Jackův gang stále vaří a distribuuje modrý metamfetamin, z čehož si vydedukuje že Jesse Pinkman (Aaron Paul) žije.
Walt přistihne Todda (Jesse Plemons) a Lydii (Laura Fraser) při jejich setkání v kavárně a udělá jim obchodní návrh. Později Merie (Betsy Brandt) volá Skyler (Anna Gunn) a informuje jí o tom, že je Walt zpět ve městě a něco plánuje. Walt už ale je u Skyler. Přizná se, že to co udělal je hrozné, a že tím zmařil nespočet životů. Walt předá Skyler loterijní lístek se souřadnicemi hrobu Hanka Schradera a Steva Gomeze a řekne ji, aby ho použila k vyjednávání dohody s DEA. Připouští, že výrobce drog dělal pro sebe, spíše než pro rodinu, s tím, že to dělal, protože si to užíval, byl v tom dobrý a cítil se kvůli tomu naživu. Jde se podívat na Holly a potom se z dálky dívá na Walta Jr. jak přijíždí domů školním autobusem.
Walt se setkává s Jackem (Michael Bowen) a jeho gangem v jejich úkrytu. Jack odmítne Waltovu nabídku, ale před tím, než Walta zabije, nechá si přivést Jesseho, aby Waltovi ukázal, že nejsou partneři a Jesse je Jackův vězeň. Poté, co je Jesse přiveden, ho Walt strhne na zem a ovladačem garážových vrat na jeho klíčích, dálkově odpálí kulomet v kufru jeho auta. Zatímco Jack je zraněn a Todd vyvázl bez zranění, zbytek Jackova gangu je zabit. Walt byl zasažen odraženou kulkou do boku a krvácí. Jesse začne škrtit Todda jeho pouty a zlomí mu vaz. Walt vezme Jackovi jeho zbraň a namíří ji na něj. Jack se mu snaží říct, že pokud ho zabije, tak nikdy nenajde ukradené peníze. Walt ho přesto rychle střelí do hlavy. Poté Walt položí pistoli na zem a pošle jí Jessemu, s tím, že ho má zabít (orig. "Do it."). Jesse ale chce, aby sám Walt řekl, že chce zemřít. Walt řekne, že chce zemřít, načež mu Jesse řekne, ať se tedy zabije sám. Když Walt odchází, zvedne příchozí hovor od Lydie na Toddův telefon a informuje jí, že jí před onou schůzkou v kavárně, vyměnil sáček se stévií za ricin. Jesse a Walt se rozloučí kývnutím hlavy a Jesse mu dá svým pohledem najevo vděčnost. Potom Jesse nasedne do Jackova Chevroletu El Camino, vyrazí bránu a odjíždí.
Walt jde do Jackovy laboratoře a obdivuje jeho vybavení. Po chvíli podlehne jeho zranění a upadá na zem. Okamžik na to přijíždí na místo policie a začne prohledávat laboratoř.

## Zajímavosti
- "Felina" je anagram slova "Finale" (anglicky "poslední díl")
- "Felina" můžeme rozložit na tři chemické značky:
  - Fe (železo) - z velké části ho obsahuje krev
  - Li (lithium) - nejčastěji využívaný kov při výrobě metamfetaminu
  - Na (sodík) - obsahují ho slzy